# فرانسیسکو روفته
فرانسیسکو روفته (انگلیسی: Francisco Rufete؛ زادهٔ ۲۰ نوامبر ۱۹۷۶) بازیکن فوتبال اهل اسپانیا است.
از باشگاه‌هایی که در آن بازی کرده‌است می‌توان به باشگاه فوتبال هرکولس، باشگاه فوتبال اسپانیول، باشگاه ورزشی رئال مایورکا، باشگاه فوتبال بارسلونا سی، باشگاه فوتبال بارسلونا بی، باشگاه فوتبال مالاگا، باشگاه فوتبال بارسلونا، و باشگاه فوتبال والنسیا اشاره کرد.
وی همچنین در تیم‌های ملی فوتبال زیر ۱۶ سال اسپانیا، زیر ۱۸ سال اسپانیا، و اسپانیا بازی کرده‌است.